# Burns (Oregon)
Burns és una població dels Estats Units i seu del comtat de Harney a l'estat d'Oregon. Segons el cens del 2000 tenia 3.064 habitants.

## Demografia
Segons el cens del 2000, Burns tenia 3.064 habitants, 1.272 habitatges, i 783 famílies. La densitat de població era de 332,3 habitants per km².
Dels 1.272 habitatges en un 28,4% hi vivien nens de menys de 18 anys, en un 48,8% hi vivien parelles casades, en un 8,2% dones solteres, i en un 38,4% no eren unitats familiars. En el 31,9% dels habitatges hi vivien persones soles el 12,4% de les quals corresponia a persones de 65 anys o més que vivien soles. El nombre mitjà de persones vivint en cada habitatge era de 2,33 i el nombre mitjà de persones que vivien en cada família era de 2,94.
Per edats la població es repartia de la següent manera: un 26% tenia menys de 18 anys, un 7,4% entre 18 i 24, un 26,6% entre 25 i 44, un 23,7% de 45 a 60 i un 16,3% 65 anys o més.
L'edat mediana era de 39 anys. Per cada 100 dones de 18 o més anys hi havia 96,1 homes.
La renda mediana per habitatge era de 26.658$ i la renda mediana per família de 31.792$. Els homes tenien una renda mediana de 24.858$ mentre que les dones 22.097$. La renda per capita de la població era de 16.224$. Aproximadament el 8,4% de les famílies i el 12,3% de la població estaven per davall del llindar de pobresa.

## Poblacions més properes
El següent diagrama mostra les poblacions més properes.